# خاویر ژاگری (بازیکن فوتبال)
خاویر ژاگری (انگلیسی: Javier Jauregui؛ زادهٔ ۲۹ ژانویهٔ ۱۹۷۵) بازیکن فوتبال اهل اسپانیا است.
از باشگاه‌هایی که در آن بازی کرده‌است می‌توان به باشگاه فوتبال کوردوبا و باشگاه فوتبال ایبار اشاره کرد.